# Yuki Ikeya
Yuki Ikeya (池谷 友喜 Ikeya Yuki?), född 27 juni 1995 i Kumamoto prefektur, är en japansk fotbollsspelare.
Ikeya började sin karriär 2018 i Roasso Kumamoto. 2019 flyttade han till Kamatamare Sanuki.